# Еркельюнга (комуна)
Комуна Еркельюнга (швед. Örkelljunga kommun) — адміністративно-територіальна одиниця місцевого самоврядування, що розташована в лені Сконе у південній Швеції.
Еркельюнга 231-а за величиною території комуна Швеції. Адміністративний центр комуни — місто Еркельюнга.

## Населення
Населення становить 9 623 чоловік (станом на вересень 2012 року). 
| Кількість населення комуни Еркельюнга за 1970-2010 роки | Кількість населення комуни Еркельюнга за 1970-2010 роки | Кількість населення комуни Еркельюнга за 1970-2010 роки | Кількість населення комуни Еркельюнга за 1970-2010 роки | Кількість населення комуни Еркельюнга за 1970-2010 роки |
| ------------------------------------------------------- | ------------------------------------------------------- | ------------------------------------------------------- | ------------------------------------------------------- | ------------------------------------------------------- |
| Рік                                                     |                                                         |                                                         | Населення                                               |                                                         |
| 1970                                                    | 1970                                                    |                                                         | 8 731                                                   | 8 731                                                   |
| 1975                                                    | 1975                                                    |                                                         | 8 843                                                   | 8 843                                                   |
| 1980                                                    | 1980                                                    |                                                         | 9 306                                                   | 9 306                                                   |
| 1985                                                    | 1985                                                    |                                                         | 9 294                                                   | 9 294                                                   |
| 1990                                                    | 1990                                                    |                                                         | 9 661                                                   | 9 661                                                   |
| 1995                                                    | 1995                                                    |                                                         | 9 650                                                   | 9 650                                                   |
| 2000                                                    | 2000                                                    |                                                         | 9 428                                                   | 9 428                                                   |
| 2005                                                    | 2005                                                    |                                                         | 9 553                                                   | 9 553                                                   |
| 2010                                                    | 2010                                                    |                                                         | 9 631                                                   | 9 631                                                   |
| Джерело: SCB                                            |                                                         |                                                         |                                                         |                                                         |

## Населені пункти
Комуні підпорядковано 4 міські поселення (tätort) та низка сільських, більші з яких:
- Еркельюнга (Örkelljunga)
- Сконес-Фаґергульт (Skånes-Fagerhult)
- Осюнґа (Åsljunga)
- Екет (Eket)
- Сконес-Верше (Skånes Värsjö)

## Галерея

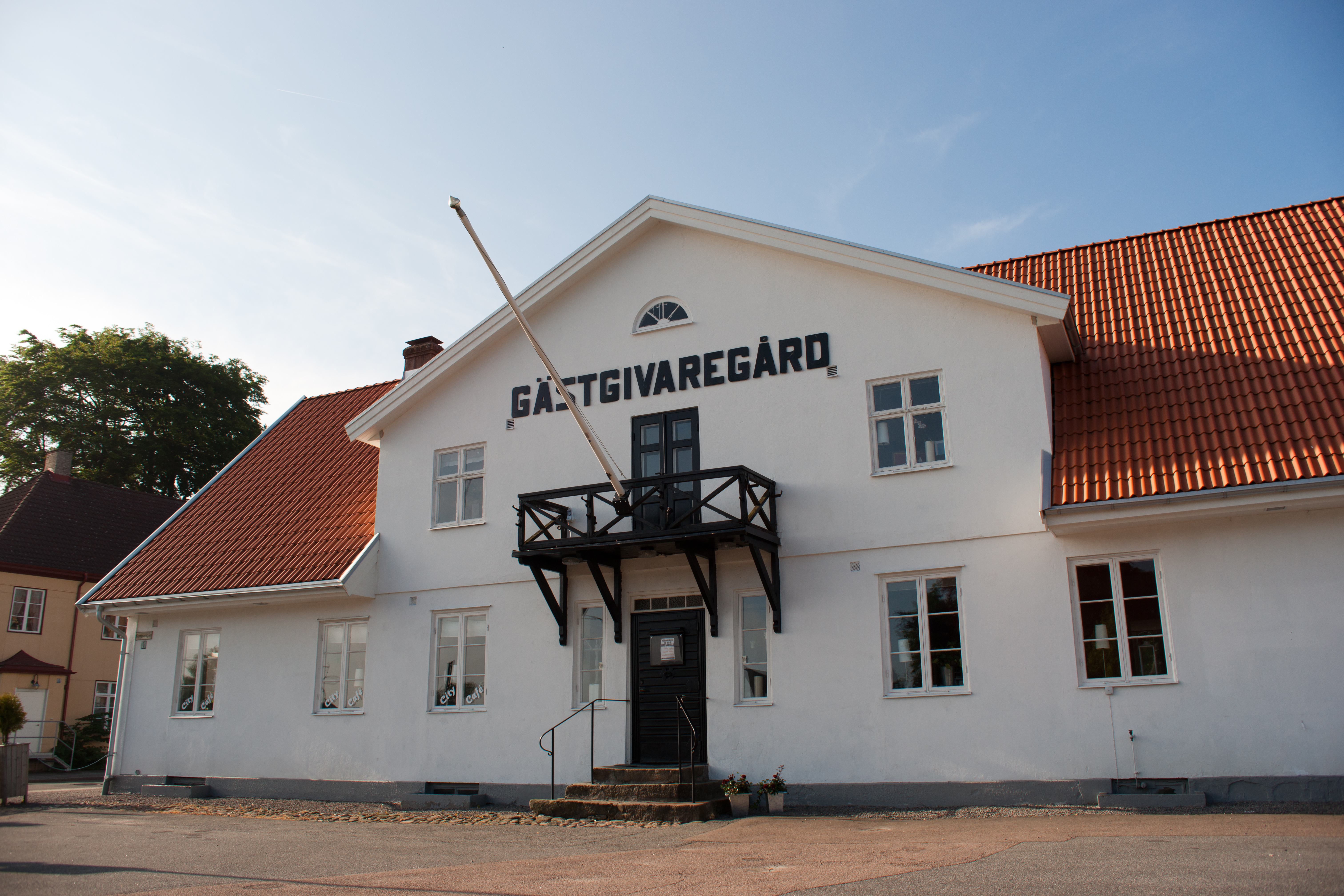
Еркельюнга
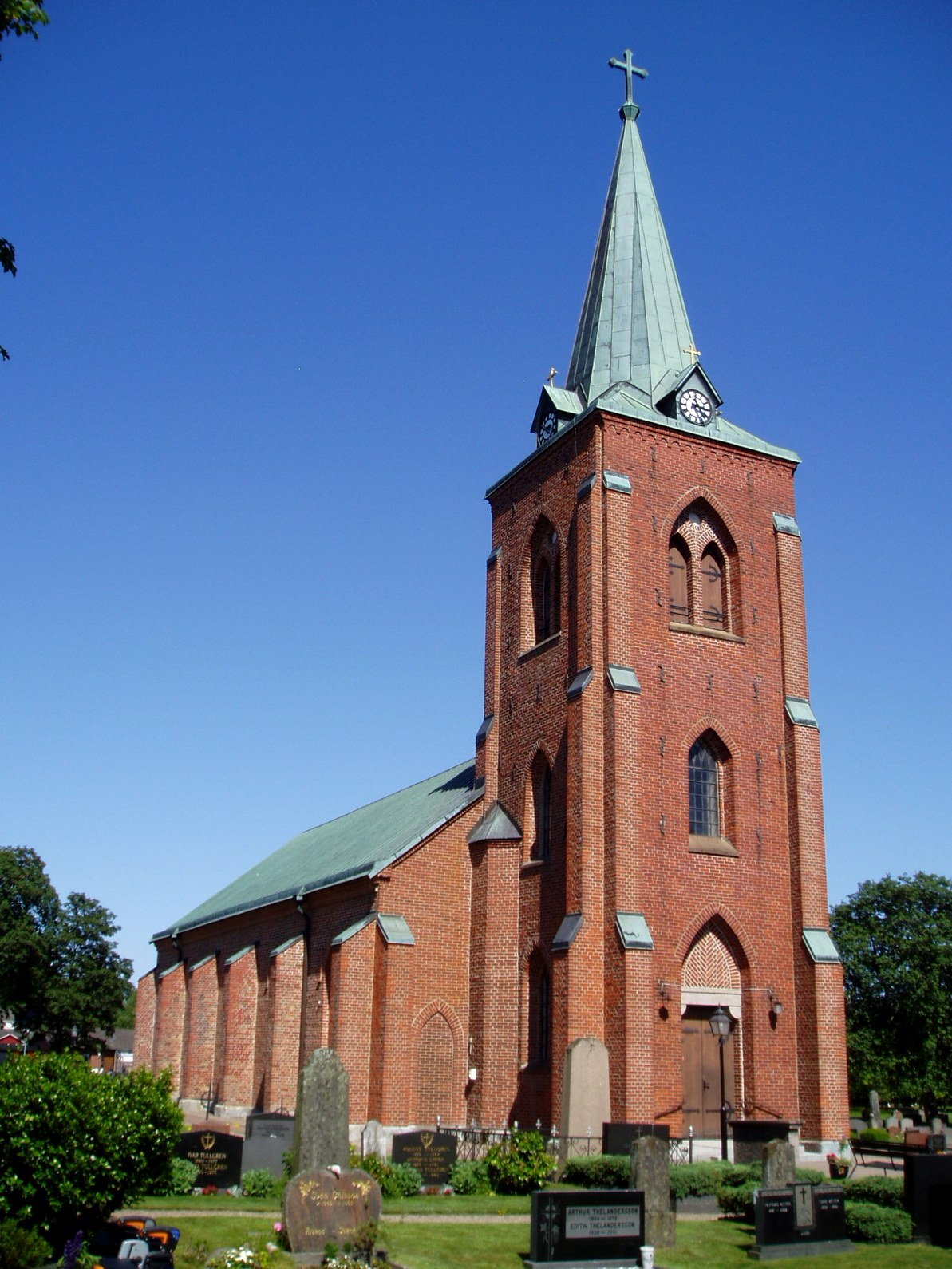
Церква (Риа)
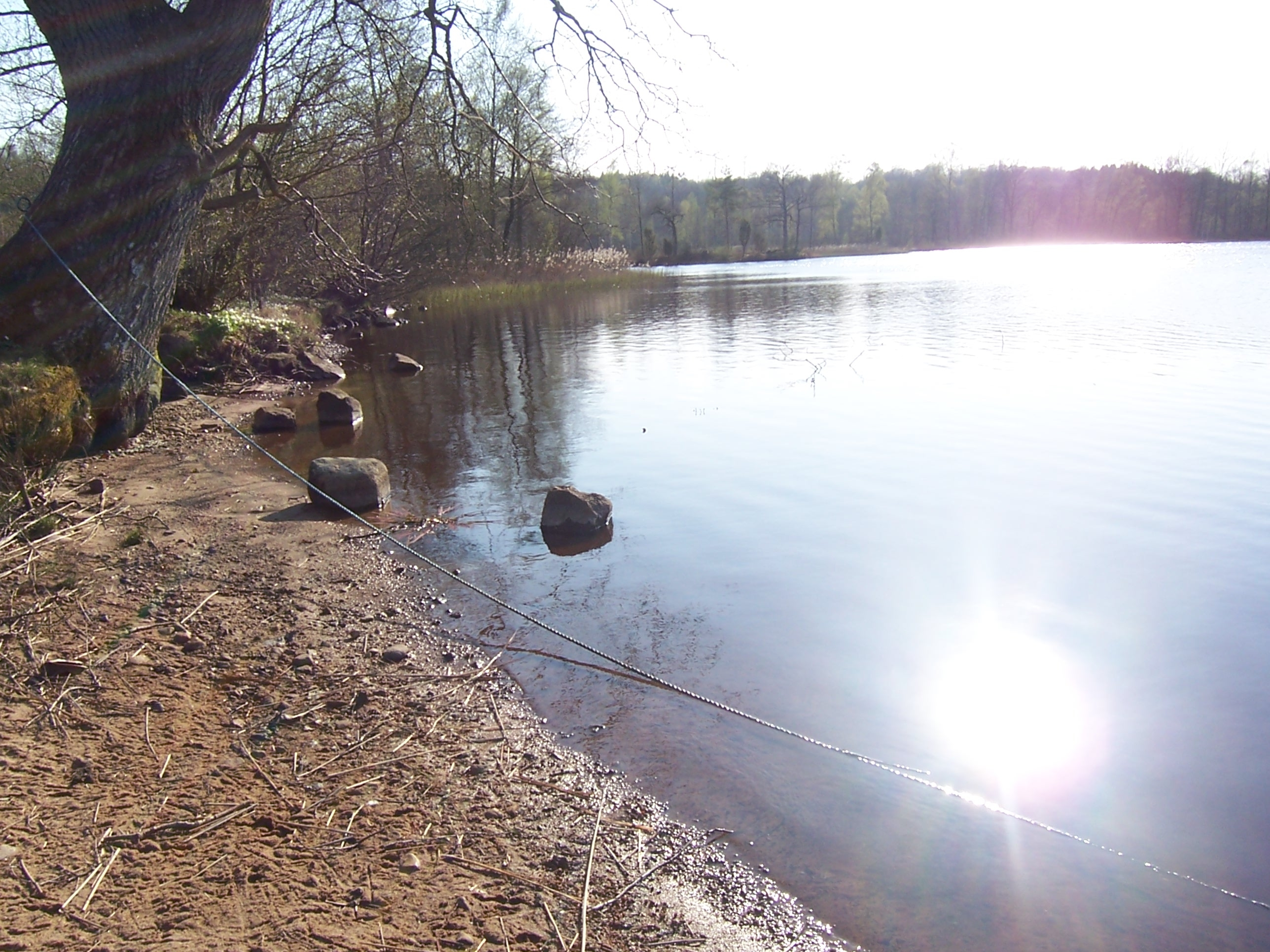
Озеро біля Осюнґи

## Виноски
1. ↑  https://orkelljunga.tromanpublik.se/viewPerson.jsf?id=153
2. ↑  https://orkelljunga.tromanpublik.se/person/c8d44332-fbeb-4c6b-bfc4-6bd737de5c1c
3. ↑  Folkmangd i riket, lan och kommuner (шв.) . Центральне бюро статистики Швеції. Архів оригіналу за 20 серпня 2013. Процитовано 20 лютого 2013.